# Patrick Mtiliga
Patrick Jan Mtiliga (født 28. januar 1981 på Østerbro i København) er en dansk tidligere professionel fodboldspiller, som spillede for de nederlandske klubber Feyenoord, Excelsior og Breda samt spanske Malaga CF. Han afsluttede spillerkarriere i FC Nordsjælland. Efter tre år som sportsdirektør i B.93, hvor han startede karrieren, er han i dag tilknyttet den sportslige ledelse i FC Nordsjællands akademi. 
Mtiliga spillede primært som venstre back.
Mtiligas sidste kamp som professionel blev spillet d. 10. december 2017 på hjemmebanen i Farum.

## Baggrund
Patrick Mtiligas far er fra Tanzania, og hans mor er dansk.
Han er gift med Martin Jørgensens søster guldsmeden Mai Jørgensen.
Parret har to børn, Nelson, opkaldt efter den sydafrikanske frihedskæmper Nelson Mandela, og Alpha, opkaldt efter hans bedste ven i Holland, der er flygtning fra Sierra Leone .

## Klubkarriere
Mtiliga gik ud af 10. klasse for at fortsætte i en gymnasieklasse for sportstalenter. De planlagte fire år blev til kun tre måneder. Fra B.93 og det danske U-landshold gik turen videre til en professionel karriere i Excelsior i Holland. Han spillede også for Feyenoord og Breda inden han flyttede til Malaga.

### FC Nordsjælland
Den 4. august 2011 skrev han under på en 2-årig kontrakt med superligaklubben FC Nordsjælland.
I sæsonen 2011/12 var Mtiliga med til at vinde det danske mesterskab med FC Nordsjælland, hvorefter han var med til at spille Champions League med klubben.

## Landsholdskarriere
Mtiliga fik debut på det danske A-Landshold den 19. november 2008 mod Wales, da han blev skiftet ind til anden halvleg.
Den 10. maj 2010 blev Mtiliga udtaget til Danmarks bruttotrup til VM 2010 i Sydafrika, og den 28. maj 2010 var han blandt de 23 spillere landstræner Morten Olsen udtog i den endelige trup til VM i Sydafrika.

### Mtiliga-gate
I efteråret 2012 var Mtiliga hovedpersonen i en sag, der endte med, at han blev udelukket fra det danske landshold. Sagen er blevet kaldt "Mtiliga-gate". Under landskampen Italien-Danmark, 16. oktober 2012, blev Simon Poulsen foretrukket i startopstillingen frem for Patrick Mtiliga. Men da Simon Poulsen havde muskelproblemer op til kampstarten, blev Patrick Mtiliga alligevel kaldt op til start, men ifølge trænerteamet nægtede Mtiliga dette, efter skuffelsen over at blive vraget til fordel for Simon Poulsen.
Ifølge Mtiliga spurgte landstræneren, kort før opvarmningen, om han var klar. Mtiliga har efterfølgende forklaret, at han svarede Morten Olsen med: "at det følte jeg ikke, jeg var 100%. Jeg meldte ikke fra eller sagde, at jeg ikke ville spille, som det er udlagt, men fortalte ærligt, at jeg ikke følte mig helt klar." Episoden resulterede i en omgående fyring fra det danske landshold så længe Morten Olsen er landstræner. 

## Statistik
| Sæson   | Klub      | Kampe | Mål | Liga             |
| ------- | --------- | ----- | --- | ---------------- |
| 1998/99 | B 93      | 13    | 0   | Superligaen      |
| 1999/00 | Excelsior | 31    | 10  | Eerste divisie   |
| 2000/01 | Excelsior | 29    | 6   | Eerste divisie   |
| 2001/02 | Excelsior | 27    | 4   | Eerste divisie   |
| 2002/03 | Excelsior | 29    | 3   | Æresdivisionen   |
| 2003/04 | Excelsior | 23    | 5   | Eerste divisie   |
| 2003/04 | Feyenoord | 11    | 0   | Æresdivisionen   |
| 2004/05 | Feyenoord | 11    | 0   | Æresdivisionen   |
| 2005/06 | Feyenoord | 0     | 0   | Æresdivisionen   |
| 2006/07 | NAC Breda | 23    | 2   | Æresdivisionen   |
| 2007/08 | NAC Breda | 30    | 0   | Æresdivisionen   |
| 2008/09 | NAC Breda | 27    | 0   | Æresdivisionen   |
| 2009/10 | Málaga CF | 24    | 1   | Primera división |
| 2010/11 | Málaga CF | 17    | 0   | Primera división |
| Total   | Total     | 295   |     |                  |

## Titler
- FC Nordsjælland
  - Superligaen: 2011/12